# Гизулф I
Гизулф I (на латински: Gisulf I.; † 706) е херцог на Херцогство Беневенто през 680 – 706 г.

## Биография
Той е син на херцога на Беневенто Ромуалд I и неговата съпруга Теудерада, дъщеря на dux Луп от Фриули.
Гизулф I се възкачва на трона след смъртта на брат му Гримоалд II. Той разширява своя дукат до Лири.
Около 703 – 705 г. Гизулф завладява римските градове Сура (Сора), Хирпинум (Арпино) и Аркс (Арче) и преминава грабещ и палещ през Кампания. При град Хореа (вероятно Поцуоли) го срещат пратениците на папа Йоан VI, откупуват пленените и с „подаръци“ накарват Гизулф да прекрати похода си.

## Фамилия
Женен е за Виниперга и има син Ромуалд II, който го наследява на трона.